# Liste der Baudenkmale in Predöhlsau
In der Liste der Baudenkmale in Predöhlsau sind die Baudenkmale des niedersächsischen Ortes Predöhlsau aufgelistet. Dies ist ein Teil der Liste der Baudenkmale in Dannenberg (Elbe). Der Stand der Liste ist der 31. Oktober 2021.
Die Quelle der IDs und der Beschreibungen ist der Denkmalatlas Niedersachsen.

## Allgemein
In den Spalten befinden sich folgende Informationen:
- Lage: die Adresse des Baudenkmales und die geographischen Koordinaten. Kartenansicht, um Koordinaten zu setzen. In der Kartenansicht sind Baudenkmale ohne Koordinaten mit einem roten Marker dargestellt und können in der Karte gesetzt werden. Baudenkmale ohne Bild sind mit einem blauen Marker gekennzeichnet, Baudenkmale mit Bild mit einem grünen Marker.
- Bezeichnung: Bezeichnung des Baudenkmales
- Beschreibung: die Beschreibung des Baudenkmales. Unter § 3 Abs. 2 NDSchG werden Einzeldenkmale und unter § 3 Abs. 3 NDSchG Gruppen baulicher Anlagen und deren Bestandteile ausgewiesen.
- ID: die Objekt-ID des Baudenkmales
- Bild: ein Bild des Baudenkmales, ggf. zusätzlich mit einem Link zu weiteren Fotos des Baudenkmals im Medienarchiv Wikimedia Commons. Wenn man auf das Kamerasymbol klickt, können Fotos zu Baudenkmalen aus dieser Liste hochgeladen werden:

### Einzeldenkmale
| Lage                                       | Bezeichnung | Beschreibung | ID       | Bild |
| ------------------------------------------ | ----------- | --- | -------- | ---- |
| Predöhlsau Nr. 1 53° 7′ 5″ N, 11° 5′ 56″ O | Wohnhaus    | Eingeschossiger Fachwerkbau mit Backsteingefachausfüllungen unter ziegelgedecktem Walmdach. Errichtet Ende des 18. Jahrhunderts. | 30836460 | BW   |

### Ehemalige Baudenkmale
| Lage                             | Bezeichnung                  | Beschreibung | ID | Bild |
| -------------------------------- | ---------------------------- | --- | -- | ---- |
| Nr. 11 53° 7′ 17″ N, 11° 6′ 0″ O | Hofanlage                    | Schmale Hofparzelle einer ehemaligen Brinksitzerstelle mit rückwärtigem Nebengebäude (Bild) sowie Zweiständerhaus von 1721 (hier verdeckt; siehe Bild unten).                                                                                           |    |      |
| Nr. 11 53° 7′ 18″ N, 11° 6′ 1″ O | Wohn- und Wirtschaftsgebäude | Kleineres, seit langem ungenutztes Zweiständerhaus von 1721. Letztes verbliebenes von zwölf giebelständigen Hallenhäusern, die früher den Dorfplatz umgaben (die übrige Bausubstanz des Rundlings wurde zwischenzeitlich ersetzt oder stark verändert). |    |      |